# Assale a portale

Confronto tra un assale tradizionale e uno a portale

L'Assale a portale (o ponte a portale) è una particolare architettura costruttiva degli assali automobilistici che prevede un assale situato al di sopra del mozzo delle ruote. Questa configurazione permette una maggiore altezza da terra ed è usata soprattutto nei mezzi fuoristrada.

## Descrizione
Rispetto alla configurazione tradizionale l'assale a portale permette di una maggior altezza da terra perché sia l'assale che la scatola del differenziale sono spostati verso l'alto.
Grazie alla presenza di scatole di riduzione ad ingranaggi tra i semiassi e i mozzi delle ruote, la coppia trasmessa dai componenti della trasmissione è minore (la scatola di riduzione ad ingranaggi permette infatti di mantenere la stessa potenza con una coppia minore tramite una maggiore velocità di rotazione ai semiassi), questo comporta una riduzione della dimensione della scatola del differenziale e quindi un ulteriore aumento dell'altezza da terra. La ridotta coppia alla trasmissione permette inoltre di avere componenti meccanici più piccoli e leggeri, contribuendo ad abbassare il baricentro del mezzo a parità di altezza dal suolo.
D'altro canto la maggior complessità degli assiemi dei mozzi comporta generalmente un aumento della massa sospesa e richiede robusti elementi di controllo dello sterzo per dare un comportamento prevedibile; inoltre, ad alte velocità, l'assieme del mozzo può surriscaldarsi.

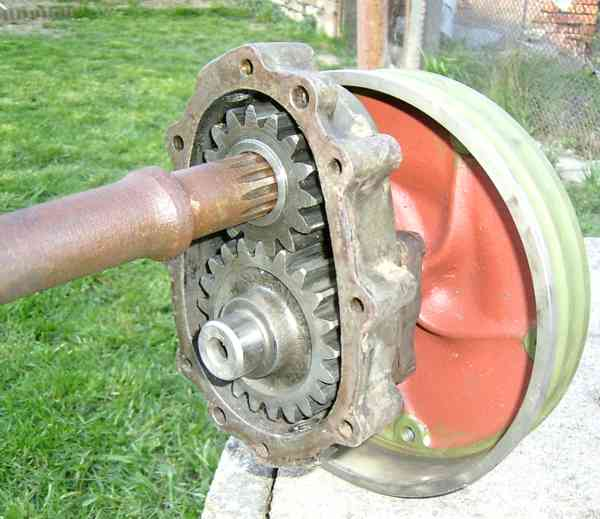
Semplice scatola di riduzione ad ingranaggi in una Volkswagen Type 82 Kübelwagen

## Portali "Bolt-on"
I portali "Bolt-on" ("imbullonati") sono delle scatole di ingranaggi da montare direttamente sulle flange alle estremità dei semiassi. Questa soluzione permette di convertire veicoli esistenti senza modificarne gli assali (Volvo C303 or Unimog 404).

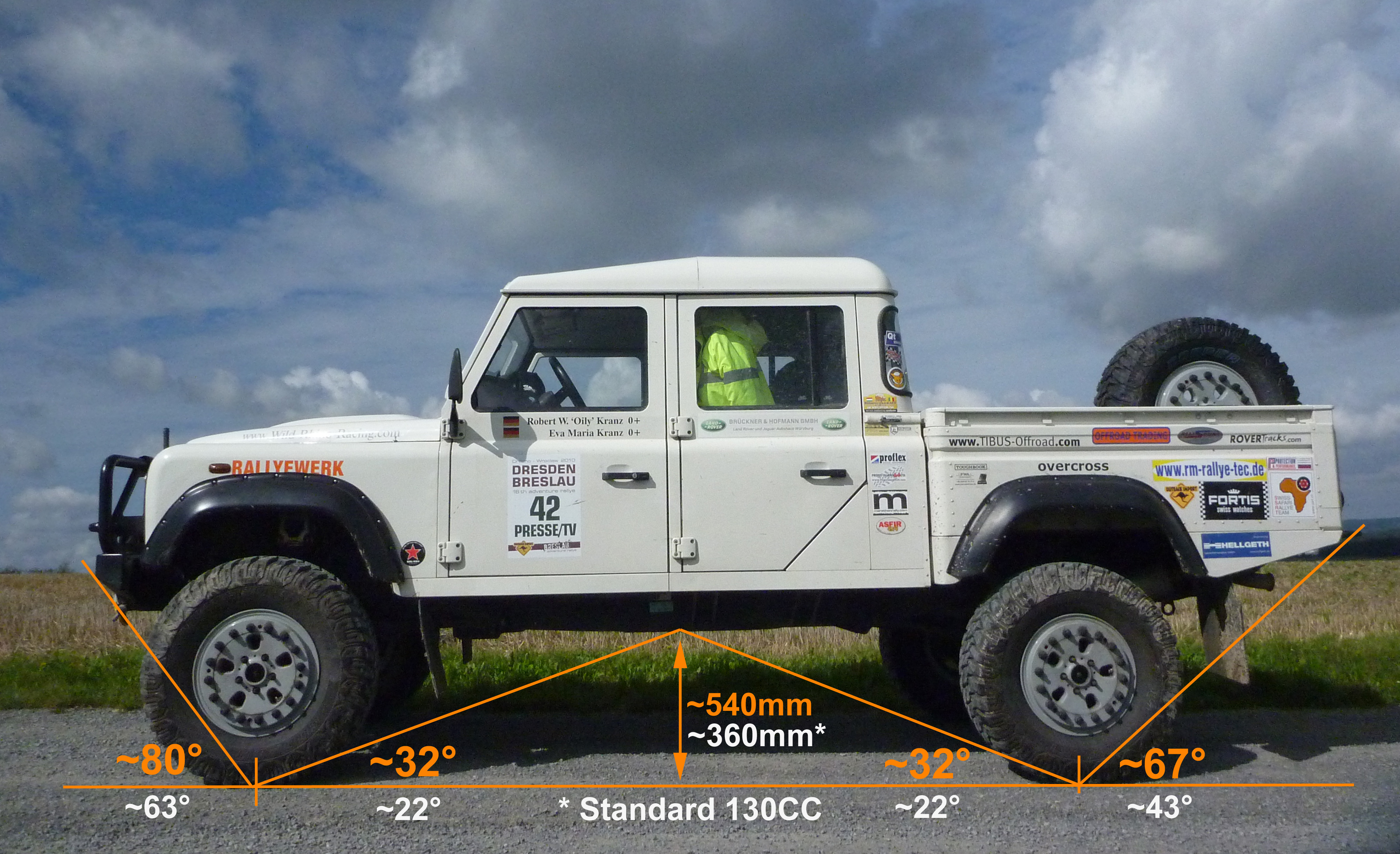
Un Land Rover Defender equipaggiato con portali "bolt-on"

## Esempi
Alcuni esempi di veicoli fuoristrada equipaggiati con assali a portale:
- Volkswagen Type 82 Kübelwagen
- Volkswagen Type 166 Schwimmwagen
- UAZ-469
- Mercedes-Benz Unimog
- Mercedes-Benz G63 AMG 6x6
- Steyr Puch Haflinger
- Steyr-Daimler-Puch Pinzgauer[1]
- Porsche 597
- Tatra T 805
- Tatra T 810
- Volvo C303
- Land Rover Defender 130CC-R(hino)[2]
- AM General HMMWV
- AM General Hummer H1
- International FTTS
- Toyota Mega Cruiser (sia nella versione civile sia nella versione per le JGSDF)
- Praga V3S (1952-1989) - autocarro all-terrain (6x6)

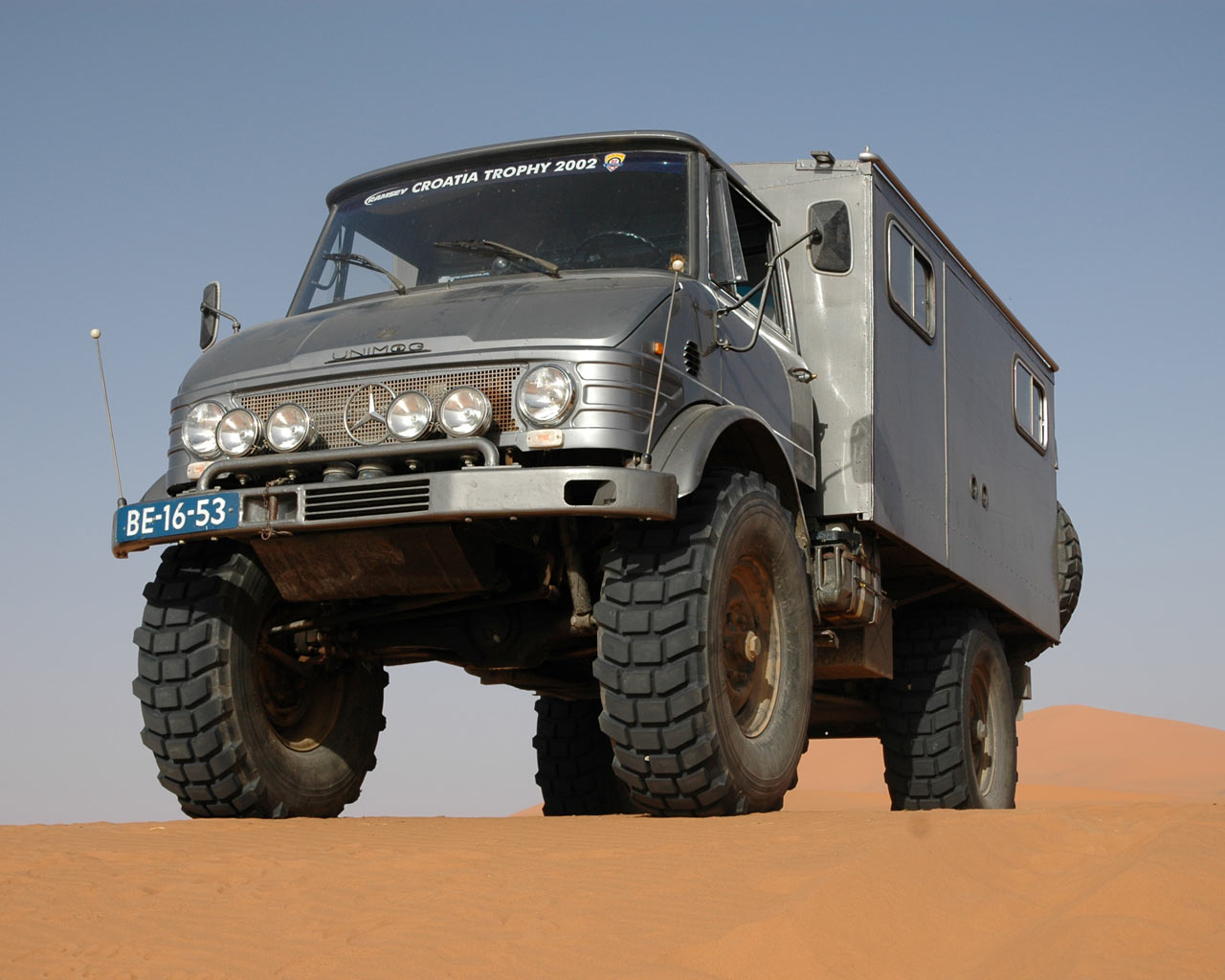
Mercedes-Benz Unimog tra le dune del Erg Chebbi

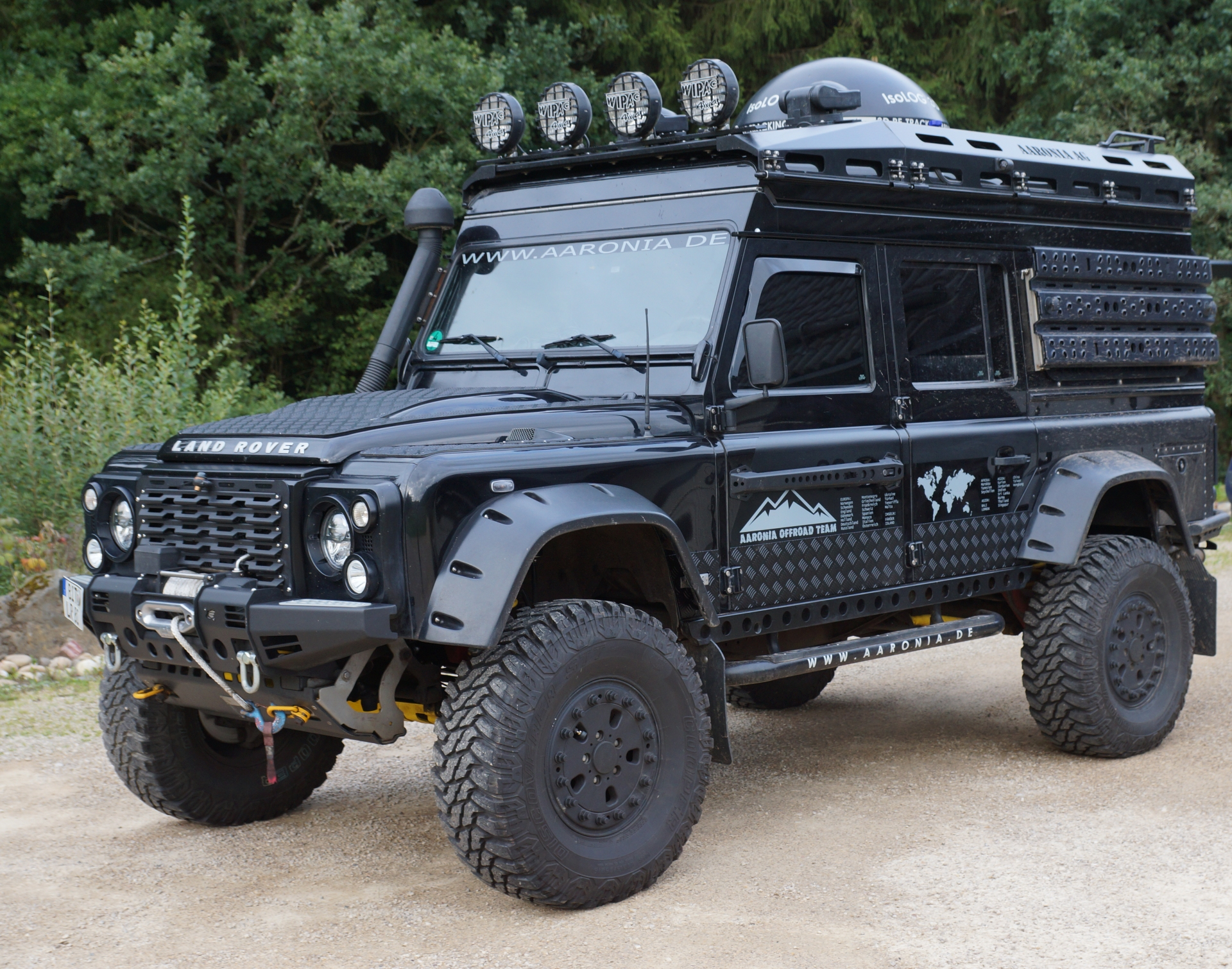
Land Rover Defender equipaggiato con assali a portale “bolt on” e altri accessori.